# PZL P.7
Die PZL P.7 war ein polnisches Jagdflugzeug, das ab 1930 von PZL in Warschau gebaut wurde. Es wurde im Krieg gegen Deutschland 1939 eingesetzt.

## Entwicklung
Die Geschichte der PZL P.7 begann 1928, als der Konstrukteur Zygmunt Puławski den Ganzmetall-Eindecker PZL P.1 entwarf. Das Flugzeug war ein Schulterdecker mit hochangeordneten abgewinkelten Tragflächen (Knickflügeln), die für gute Sichtverhältnisse des Piloten sorgen sollten. Das Flugzeug flog am 25. September 1929 erstmals und erreichte 302 km/h. Die Regierung entschied, einen lizenzierten Bristol Jupiter-VI-FH-Sternmotor einzubauen und es entstand die PZL P.6. Sie flog erstmals im August 1930. Die Tragflächen, Puławski-Flügel oder Polnische Flügel genannt, erregten weltweit Interesse. Im Dezember 1931 wurde das Flugzeug in Le Bourget, Paris vorgeführt und war sofort einer der besten Jäger der Welt. Der Prototyp gewann die American National Air Races von August–September 1931.
Die PZL P.6 ging allerdings nie in die Serienproduktion, stattdessen die PZL P.7 mit stärkerem Bristol Jupiter-VII-F-Motor. Sie flog erstmals im Oktober 1930. Nach einigen Verbesserungen an der Motorverkleidung und Rumpf entstand daraus der Typ PZL P.7a.
Die erste P.7a-Serie ging Mitte 1932 in Produktion. Insgesamt wurden 1933 149 Maschinen gebaut und an die polnische Luftwaffe geliefert.
Nach der P.7a entwarf Puławski die PZL P.11 mit stärkerem Motor. Die Zwischenversion P.8 mit V-12-Motor erreichte bereits 350 km/h und sollte mit einem 760 PS starken Lorraine 12Hfrs Pétrel Chasse als P.9 in Produktion gehen. Überraschend starb Puławski im März 1931 bei einem Flugunfall. Die P.11 mit Sternmotor wurde zum polnischen Standardjäger. Die Exportversion PZL P.24 wurde ab 1934 gebaut.
Die PZL P.7a wurde Anfang 1933 in den Truppendienst übernommen und ersetzte die PWS-A- (lizenzierte Avia BH-33) und PWS-10-Jäger. Die polnische Luftwaffe war damit die erste Luftwaffe, die komplett mit Ganzmetalljägern ausgestattet war. Am Anfang war die PZL P.7a ein sehr moderner Jäger, aber der technische Fortschritt führte ab 1935 zum Austausch gegen die PZL P.11, die etwas leistungsstärker war. Die P.7a wurde dann vorwiegend von Flugschulen eingesetzt.

## Kriegseinsatz
Zu Beginn des Zweiten Weltkrieges besaß die polnische Luftwaffe noch 106 PZL P.7a, davon 30 in Truppeneinheiten, 40 in Flugschulen und 35 in Reserve oder Reparatur. Die P.7a wurden in drei Einheiten zu je zehn Maschinen verwendet (123. Geschwader um Warschau, 162. und 151.). Neben den 30 Maschinen wurden mehrere andere Maschinen auf provisorischen Flugplätzen eingesetzt.
Die P.7a war nur schwach mit zwei Vickers-Maschinengewehren bewaffnet, allerdings sehr gut zu manövrieren. Es gelang ihnen, sieben deutsche Flugzeuge abzuschießen, dies waren zwei He 111, zwei Do 17, eine Hs 126 sowie zwei Bf 110. 22 P.7a wurden von deutschen Flugzeugen abgeschossen.
Die meisten P.7a wurden im Krieg zerstört. Einige Dutzend gelangten dann nach Rumänien. Hier wurden sie nicht für Luftkämpfe eingesetzt. Einige erbeutete Flugzeuge wurden auf deutscher und sowjetischer Seite zu Trainingszwecken eingesetzt.

## Einsatzländer
- Polen
- Rumänien

## Technische Daten
| Kenngröße             | Daten PZL P.7a                                  |
| --------------------- | ----------------------------------------------- |
| Besatzung             | 1                                               |
| Länge                 | 6,98 m                                          |
| Spannweite            | 10,57 m                                         |
| Höhe                  | 2,69 m                                          |
| Flügelfläche          | 17,9 m²                                         |
| Flügelstreckung       | 6,2                                             |
| Leermasse             | 1090 kg                                         |
| Startmasse            | 1476 kg                                         |
| Höchstgeschwindigkeit | 327 km/h                                        |
| Dienstgipfelhöhe      | 8500 m                                          |
| Steigrate             | 10,4 m/s                                        |
| Reichweite            | 600 km                                          |
| Triebwerk             | 1 × Bristol Jupiter VII F, max. 520 PS (382 kW) |
| Bewaffnung            | 2 × 7,7-mm-Vickers-E-oder 7,92-mm-MG            |